# Szászbudak község
Szászbudak község (románul: Comuna Budacu de Jos) község Beszterce-Naszód megyében, Romániában. Központja Szászbudak, beosztott falvai Alsóbudak, Kiszsolna, Malomárka, Simontelke.

## Népessége
A 2011-es népszámlálás adatai alapján a község népessége 2772 fő volt.